# Petrus Crinitus
Pietro Crinito (22 de maio de 1474 - 5 de julho de 1507), conhecido como Crinitus, ou Pietro Del Riccio Baldi (derivado de Riccio, 'encaracolado', traduzido para o latim como crinitus), foi um estudioso e poeta humanista florentino.

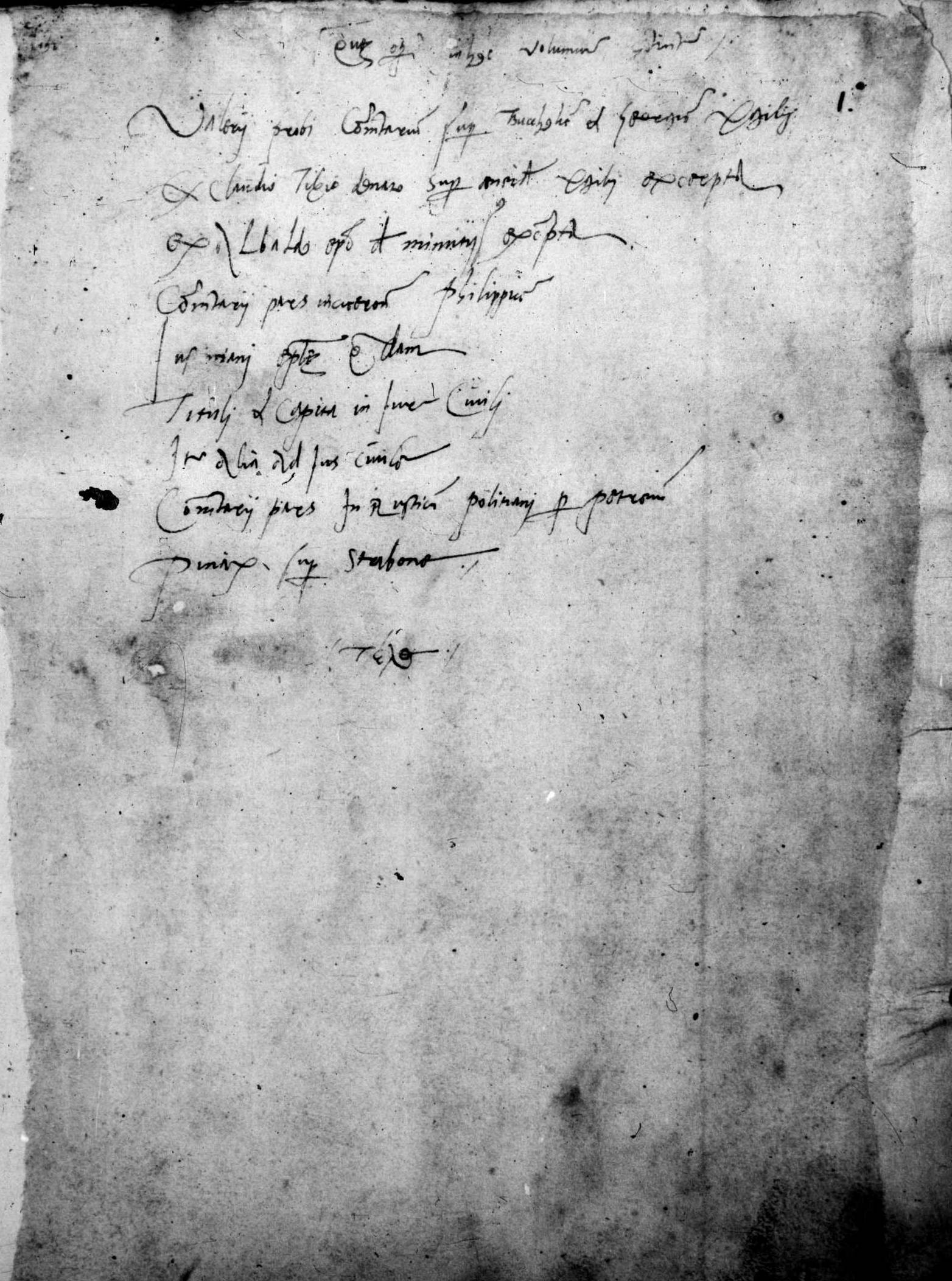
Collatio Litterae Florentinae, manuscrito do século XV. Bayerische Staatsbibliothek, München.

## Biografia
Estudou gramática em Florença, isto é, língua latina, com o padre Paolo Sassi da Ronciglione, com quem permaneceu até 22 de maio de 1487, quando passou para a escola de Ugolino di Vieri. Então, em 1491, ele se juntou ao círculo de discípulos de Angelo Poliziano.
Seguindo o exemplo de seu mestre, ele também decidiu mudar o patronímico herdado dos cabelos grossos de seu pai, que ele traduziu em manito (encaracolado). De Pietro Baldi del Riccio (ou seja, "filho do cachinho") tornou-se conhecido por todos como Pietro Crinito ou Petrus Crinitus.
Após a morte de Poliziano, deu palestras em Santo Spirito e no Estúdio Florentino e, em seguida, iniciou uma longa série de andanças que o levaram a Bolonha, Ferrara, Veneza, Pádua, Roma e Nápoles. Ele finalmente retornou a Florença onde, sob o patrocínio de Bernardo Rucellai, ingressou na Academia Platônica que se reuniu no Orti Oricellari.
Em 1504 publicou o Commentarii de honesta disciplina, um gigantesco ensaio de erudição em 25 livros que, na linha de Aulo Gélio, tratavam de instituições linguísticas, políticas, jurídicas e religiosas. No entanto, apesar de alguns insights brilhantes, a obra é confusa e às vezes obscura e muitas vezes o autor cai no ridículo ou no fabuloso.
No ano seguinte, foi publicado o De Poetis Latinis em cinco livros, que se propuseram em 93 capítulos curtos para catalogar enciclopedicamente escritores latinos de Lívio Andrônico a Sidônio Apolinário, que, embora cheio de imprecisões, é de longe a primeira compilação biográfica moderna de autores clássicos.

Por mais culto e comprometido humanista que fosse, sua obra, assim como sua vida, não era exatamente marcada pelo rigor intelectual. O julgamento de Giovan Battista Corniani sobre ele é lapidário:
"Na escola de Poliziano aprendera a eloquência e o gosto, mas não a modéstia, nem a sobriedade da moral. Essas boas e más qualidades combinadas nele poderiam fazê-lo parecer um menino de boa aparência, um libertino amável, e, portanto, sua sociedade era ansiosamente procurada pelos jovens brilhantes das principais famílias florentinas. Quando um homem culto preserva a gravidade em sua moral, ele exigirá a estima, mas não a intimidade, dos grandes homens do belo mundo. Se, então, ele dissipar a sobrancelha e se tornar um belo espírito, então será honrado com sua domesticidade, e feito partícipe dos vícios e frequente de sua classe. Foi o caso de Pietro Crinito. »
Morreu aos trinta e dois anos de pneumonia após um acidente singular:
"Uma jovialidade destemperada foi a causa da contumácia e, mais tarde, também da morte. Encontrando-se uma noite na Villa Scandiana de Pier Martelli em uma chance brilhante, e lotando os convidados com licença petulante, um balde de água inteiro foi derramado sobre ele em uma briga brincalhona, que enrijeceu seus membros. O arrependimento que concebeu por tamanha afronta, aliado a alguma indisposição física contraída em razão da umidade excessiva, o arrastaram para o sepulcro. »
Além de uma coleção de sua prosa latina e rimas, duas outras obras foram impressas postumamente: em 1527 o duo Poematum libri ou a vida de Salústio e, em 1552, o comentário sobre o Livro XVI da Familiari de Cícero. Seu Zibaldone é inédito, agora preservado em manuscrito na Bayerische Staatsbibliothek em Munique.

## Obras

### Manuscritos
- Collatio Litterae Florentinae, século 15, München, Bayerische Staatsbibliothek, Codices latini monacenses, Clm 755 (antea Vict.47)